# 福岡県道251号天生田吉国線
福岡県道251号天生田吉国線（ふくおかけんどう251ごう あもうだよしくにせん）は、福岡県行橋市を通る一般県道である。

## 概要
行橋市大字天生田の福岡県道58号椎田勝山線交点である天生田交差点から行橋市大字吉国の国道201号交点である吉国交差点までを南北に通る。沿線沿いは行橋市郊外の田園地帯であるが、吉国・上検地・下検地周辺は行橋市郊外の住宅地を成す。

### 路線データ
- 起点：行橋市大字天生田（行橋市天生田交差点、福岡県道58号椎田勝山線交点）
- 終点：行橋市大字吉国（行橋市吉国交差点、国道201号交点）

## 路線状況

### 道路施設

#### 橋梁
- 市場橋（井尻川、行橋市）
- 宮下橋（長峡川、行橋市）

## 地理

### 通過する自治体
- 行橋市

### 交差する道路
| 交差する道路                | 交差する場所 | 交差する場所              |
| --------------------------- | ------------ | ------------------------- |
| 福岡県道58号椎田勝山線      | 大字天生田   | 行橋市天生田交差点 / 起点 |
| 福岡県道250号長尾稗田平島線 | 大字宝山     | 今川小学校交差点          |
| 福岡県道252号大久保行橋線   | 大字大野井   | 南大野井交差点            |
| 国道201号                   | 大字吉国     | 行橋市吉国交差点 / 終点   |

### 沿線
- 行橋市立中京中学校
- 行橋市立今川小学校
- E10 東九州自動車道
  - 今川PA
  - 2-1 今川SIC
  - 2 行橋IC（終点付近）